# Дом 55 на проспекте Мира/ Дом 36 на улице Кирова
.

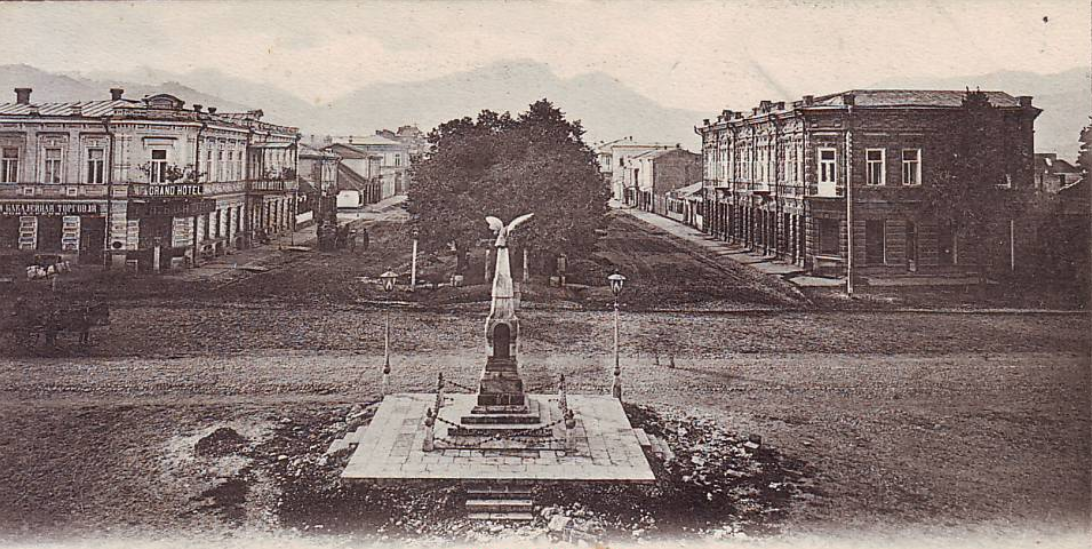
Слева — здание гостиницы «Гранд-отель», справа — дом Фёдорова (будущее второе отделение гостиницы «Гранд-отель»), посередине — памятник рядовому Тенгинского полка Архипу Осипову. Вид со стороны современного Горского аграрного университетав. Фото начала XX века

Фото 1960-х годов

Дом № 55 на проспекте Мира/ Дом № 36 на улице Кирова — памятник архитектуры и истории во Владикавказе, Северная Осетия. С 2018 года — выявленный объект культурного наследия России, с ноября 2024 года — объект культурного наследия регионального значения. Памятник, связанный с историей Владикавказа и жизнью известных общественных деятелей Северной Осетии. Находится на проспекте Мира, д. 55/ улица Кирова, д. 36.
Соседствует с домом № 53 по проспекту Мира, который в дореволюционное время был кинематографом «Гигант» (объект культурного наследия).

## История
В 1879 году на углу Александровского проспекта (современный проспект Мира) и Московской улицы (современная улица Кирова) была построена гостиницы «Гранд-Отель». Около этой гостиницы находился на противоположной стороне Московской улицы (современная улица Куйбышева) находился штаб дивизии, поэтому гостиница пользовалась успехом среди военнослужащих. В связи с высоким спросам на гостиничные услуги владелец гостиницы «Гранд-Отель» приобрёл дом Фёдорова на противоположной стороне Александровского проспекта.
15 марта 1910 года состоялось торжественное открытие второго отделения гостиницы на нечётной стороне Александровского проспекта. Между двумя зданиями гостиницы был подземный переход, замурованный впоследствии за ненадобностью. В 1918 году сильно пострадало во время боёв за Владикавказ. Находилось в полуразрушенном состоянии до начала 1920-х годов. Позднее на углу здания над вторым этажом была сооружена пристройка многогранного очертания с арочными конструкциями.
В доме проживали:
- В 1946—1976 годах — участник Гражданской и Великой Отечественной войн генерал-майор Михаил Константинович Зубков
- В 1955—1974 годах — участник борьбы за Советскую власть Александр Ефимович Ледяев.